# Hüttenteich (Lerbach)
Der Hüttenteich ist ein künstlich angelegter See in Osterode am Harz im Ortsteil Lerbach im Landkreis Göttingen in Niedersachsen, Deutschland.

## Geschichte
Der Name geht auf die in Lerbach ansässige Eisenhütte zurück, für die der Teich bis 1788 als Energiequelle durch Aufstauung des Lerbachs angelegt wurde. Das Wasser wurde durch eine Striegelanlage über den Hüttengraben dem Eisenwerk zugeführt. Hier wurde die Wasserkraft über ein großes Wasserrad geleitet, welches das Hochofengebläse antrieb. Bereits wenige Jahre nach dem Bau der Stauanlage musste diese mehrfach wegen Baumängeln am Teichdamm, der Ausflut, der Striegelanlage und dem Hüttengraben instand gesetzt werden.
Als 1869 der Hochofen der Eisenhütte stillgelegt wurde, verlor der Teich seine Bedeutung und verlandete durch Schlamm. 1931 stellte die Hütte ihren Betrieb ganz ein.
Zwischen 1988 und 1993 wurde der Teich durch Aufschüttung um etwa die Hälfte verkleinert und das Ufergebiet in eine Grünanlage umgestaltet. Auf der entstandenen Uferwiese entstand ein Kinderspielplatz.

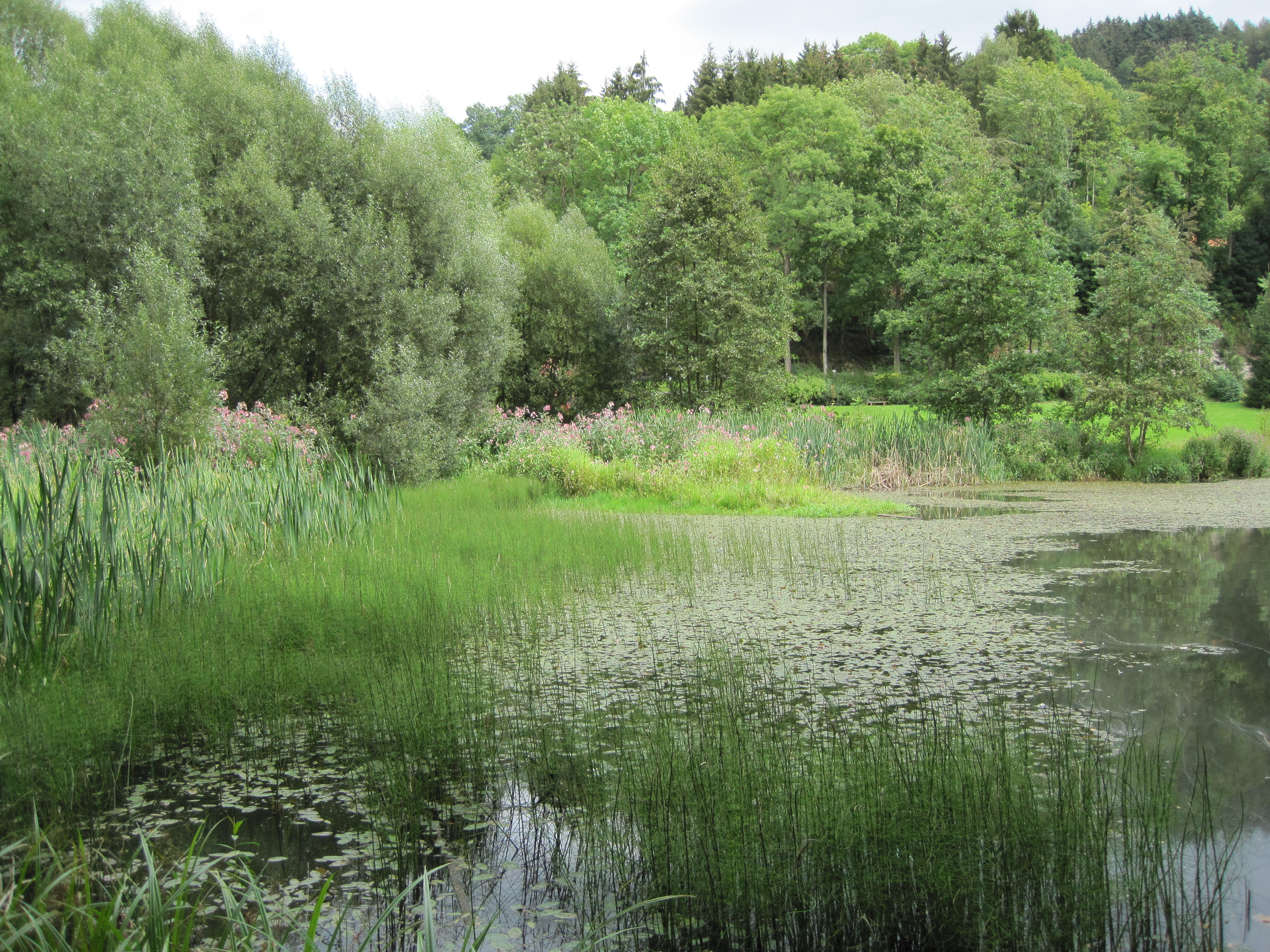
Naturüberlassenes Biotop am Zulauf
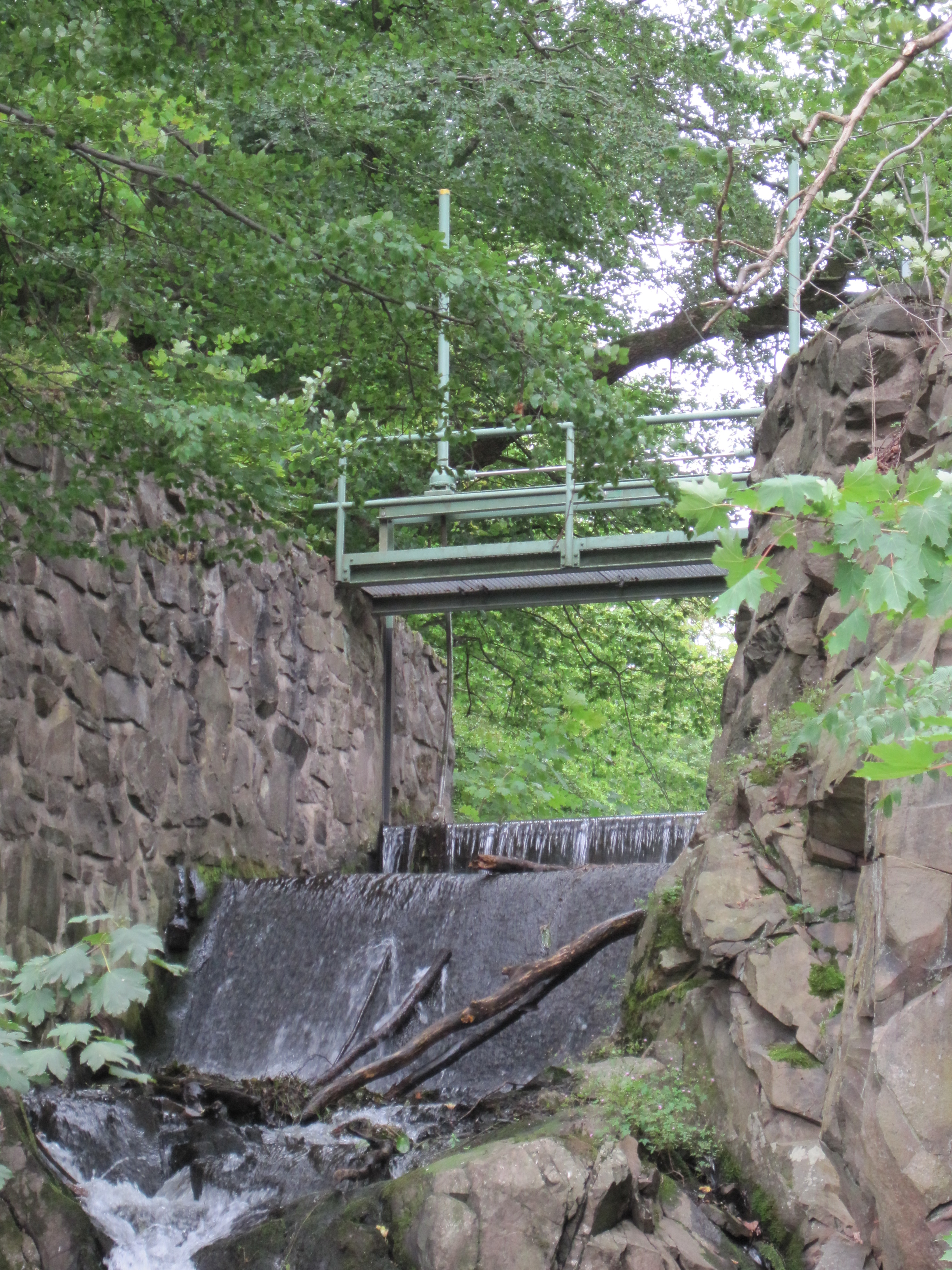
Ablauf des Teiches
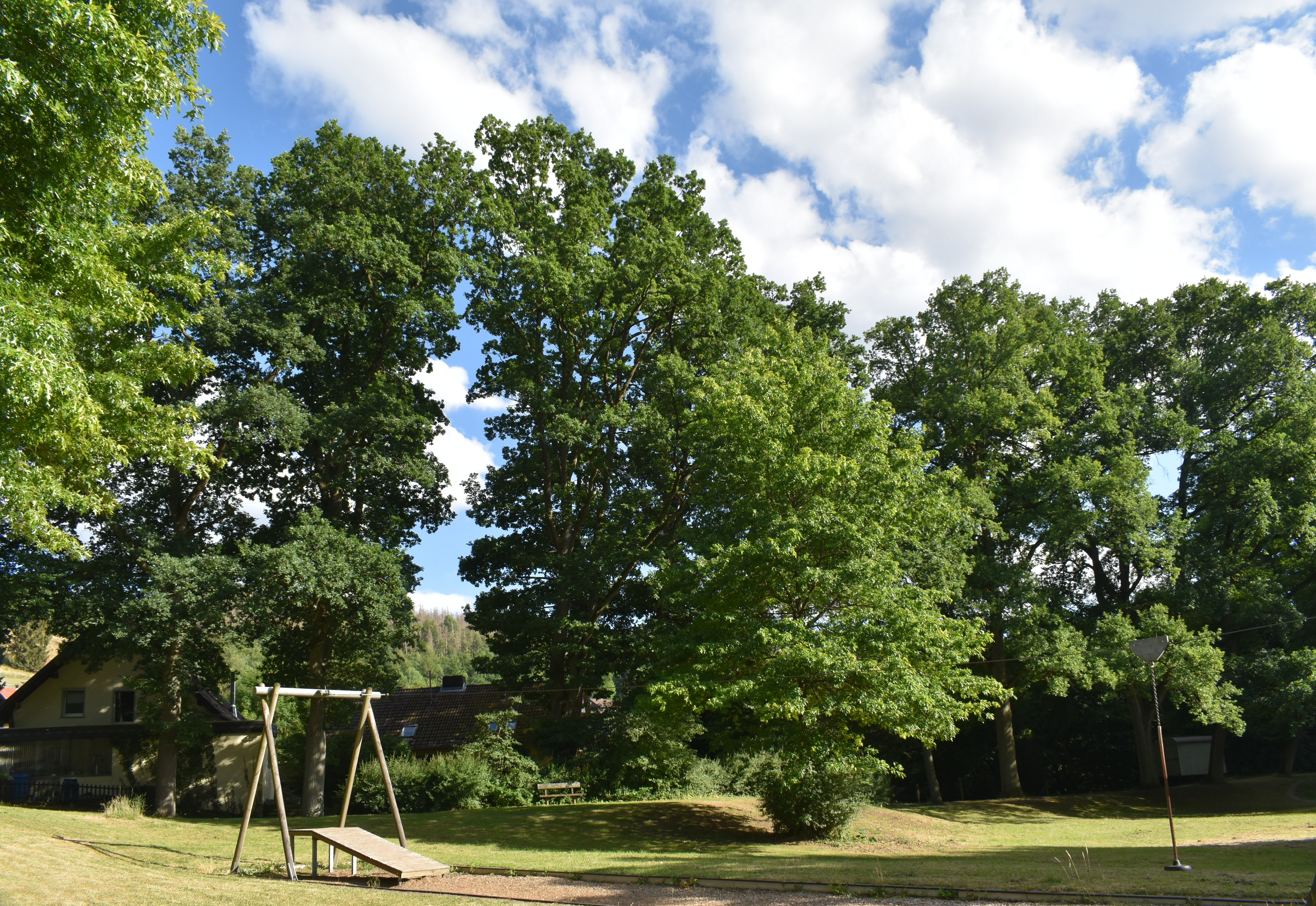
Eichen-Baumreihe am Hüttenteich
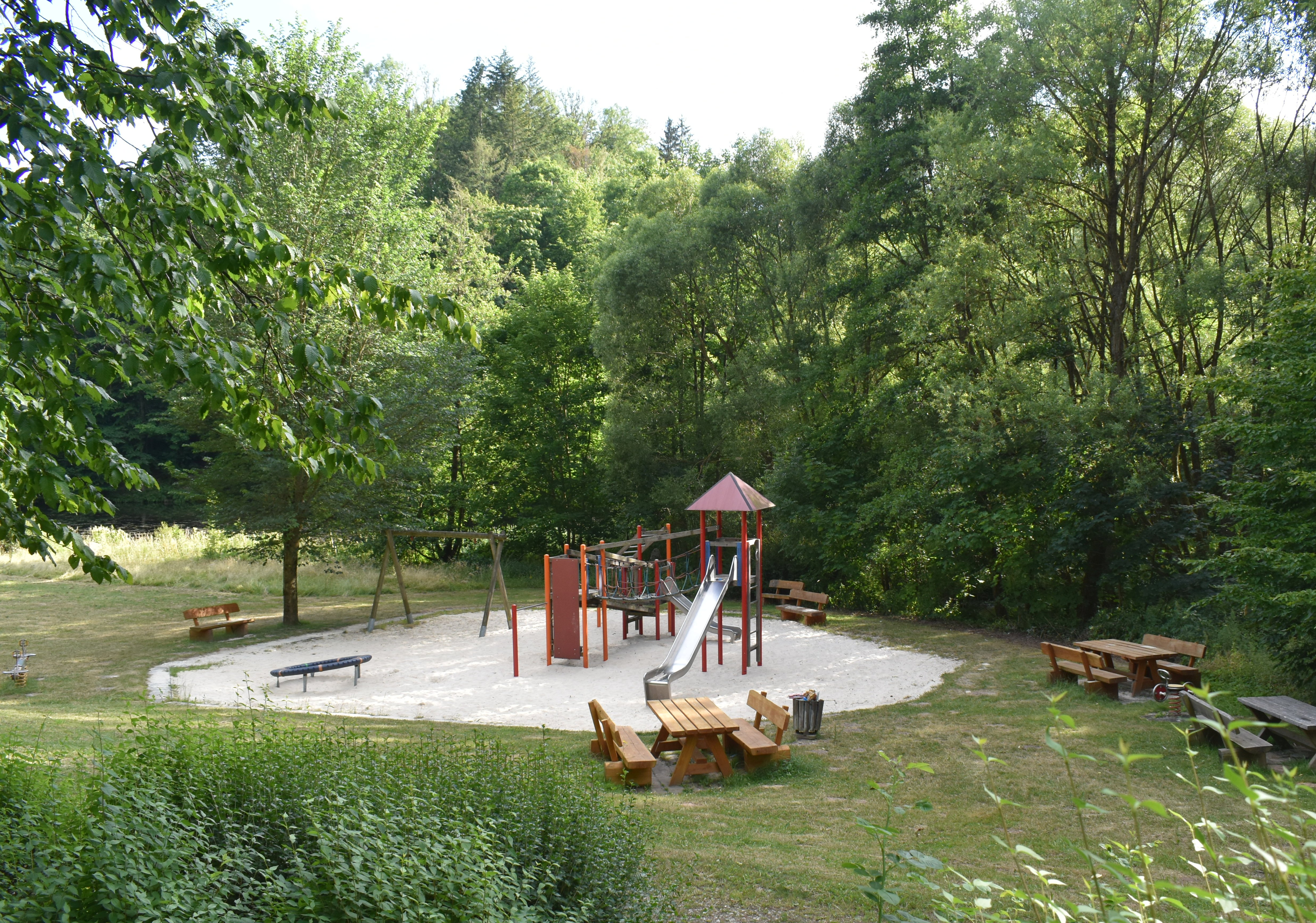
Spielplatz

### Nutzung
Eigentümer ist die Stadt Osterode am Harz, die den Teich verpachtet. Dem Pächter ist zusätzlich die Pflege des Geländes um den Teich auferlegt.

## Ökologie

### Schutzstatus
Der Hüttenteich ist aufgrund seiner vielfältigen Flora und Fauna ein besonders geschütztes Biotop nach dem niedersächsischen Naturschutzgesetz.
Die Eichen am Lerbacher Hüttenteich waren mit der Nummer ND OHA 55 als Naturdenkmal geschützt und stehen als geschützter Landschaftsbestandteil GLB OHA 00015 unter Naturschutz.